# 12
Cette page concerne l'année 12  du calendrier julien. Pour l'année 12 av. J.-C., voir 12 av. J.-C. Pour le nombre 12, voir 12 (nombre). Pour le film de Nikita Mikhalkov, voir 12 (film).
L'année 12 est une année bissextile qui commence un vendredi.

## Événements
- 1er janvier, Rome : début du  consulat de Germanicus et Caius Fonteius Capito[1].
- 23 octobre : triomphe de Tibère à Rome pour célébrer ses victoires en Pannonie (6-9) ou celles de 10-12 en Germanie[2]. Une loi spéciale, votée peu avant par le Sénat sur l’initiative de l’empereur, confère à Tibère la corégence de l’administration provinciale[1]. Tibère fait désormais figure d’héritier désigné. Auguste a réussi à imposer son successeur en lui donnant une situation matérielle et morale telle que, le moment venu, le Sénat ne puisse rien contre lui et limite son intervention à une ratification pure et simple.

- Annius Rufus devient procurateur de Judée, Samarie et Idumée (12-14)[3].
- En Chine, l'opposition politique parvient à faire renoncer Wang Mang aux mesures d'abolition du commerce des esclaves[4]

## Naissances en 12
- 31 août : Caligula, à Antium[1].

## Décès en 12
- Rhémétalcès Ier, roi des Odryses.